# Бранд, Йоэль
Йо́эль Енё Бранд (Joel Jenö Brand, 25 апреля 1906, Бестерце-Насод, Трансильвания — 13 июля 1964, Бад-Киссинген, Германия) — член Будапештского комитета помощи евреям, созданного во время Второй мировой войны. Его имя стало широко известно в связи с событиями Холокоста, когда после немецкого вторжения в Венгрию в марте 1944 года он пытался спасти многих евреев этой страны от депортации в Освенцим.
В апреле 1944 года Бранду, который был одним из лидеров Комитета помощи и спасения в Будапеште, занимавшегося нелегальной эвакуацией евреев из оккупированной Европы, удалось войти в доверие к оберштурмбаннфюреру СС Адольфу Эйхману, отвечавшему за депортацию. Эйхман предложил Бранду стать посредником в сделке между СС и Соединёнными Штатами или Великобританией по обмену одного миллиона евреев на 10 000 грузовиков с продовольствием для Восточного фронта. Перспективу самой амбициозной сделки между нацистскими и еврейскими лидерами Эйхман называл «Кровь за товары» (нем. "Blut gegen Ware").
Однако авантюре, которую лондонская Таймс назвала одним из самых омерзительных эпизодов военной истории, не суждено было воплотиться в жизнь. Историки считают, что в решении этого вопроса под прикрытием мирных переговоров с западными союзниками руководство СС во главе с Гиммлером стремилось изолировать Советский Союз и, возможно, даже Адольфа Гитлера. Британское правительство отклонило предложение, а Бранд был арестован в Алеппо (тогда под британским контролем), куда он отправился, чтобы сообщить о плане Эйхмана представителям Еврейского агентства; информация о планируемой сделке была предана гласности, сделав сделку невозможной.
Провал плана, равно как и вопрос, почему союзники не смогли спасти 435 000 венгерских евреев, депортированных в Освенцим с мая по июль 1944 года, оставался предметом ожесточённых споров на протяжении многих лет. В 1961 году журнал Life назвал Бранда «человеком, который живёт в тени с разбитым сердцем». Незадолго до своей смерти в 1964 году, в одном из интервью Бранд сказал: «Случай взвалил ответственность за миллион человек на мои плечи. Я ем, сплю, а думаю только о них.».

## Биография

### Детство и молодость

Европа, оккупированная нацистской Германией, 1941—1942

Бранд был седьмым ребёнком в еврейской многодетной семье, которая жила на территории Бестерце-Насода, (Трансильвания, впоследствии часть Австро-Венгрии, теперь — Румынии). Его мать была дочерью местного банкира, а отец — основателем телефонной компании в Будапеште. Дед по отцовской линии владел почтамтом в Мукачево.
Когда Йоэлю исполнилось четыре года, cемья переехала в Эрфурт (Германия). До 1923 года Бранд учился в школе, а в возрасте 19 лет отправился к своему дяде в Нью-Йорк, где начал «карьеру» в качестве мойщика посуды, дорожного рабочего и шахтёра. Он служил матросом в Коминтерне, побывал на Гавайях, Филиппинах, в Южной Америке, Китае и Японии. В 1930 году Бранд вернулся в Эрфурт, где его отец основал новую телефонную компанию. Работая в компании отца, он стал активистом Коммунистической партии Тюрингии.
30 января 1933 года Адольф Гитлер (1889—1945) был приведён к присяге в качестве канцлера Германии, а 27 февраля, незадолго до поджога Рейхстага Бранда арестовали. В 1934 году он вышел на свободу и работал в компании своего отца. Присоединившись к марксистско-сионистской партии Поалей Цион, Бранд стал вице-президентом её штаб-квартиры в Будапеште. В те годы деятельность Еврейского национального фонда была направлена на организацию репатриации евреев в Палестину.

### Комитет помощи и спасения
В 1935 году Бранд женился на Хэйналке "Хэнси" Хартманн (1912—2000). В Будапеште они открыли фабрику трикотажной одежды и перчаток, на которой по прошествии нескольких лет работали более 100 человек. Бранд познакомился со своей женой на одном из собраний группы евреев, желающих переехать в Палестину, чтобы работать в кибуцах. Однако его планы изменились, поскольку он должен был помогать своей матери и трём сестрам, бежавшим из Германии в Будапешт.
Нелегальная сионистская деятельность Бранда началась в июле 1941 года, когда во время Каменец-Подольских депортаций были арестованы сестра и зять Хэнси. Венгерское правительство отправило 18 000 евреев, которые не смогли доказать своё венгерское гражданство, в оккупированную немцами Украину; 14 000—16 000 из них были расстреляны эсэсовцами. Чтобы освободить родственников жены, Йоэль подкупил офицера венгерской контрразведки.
В операции по освобождению участвовали соратники Бранда по партии Поалей Сион, в том числе адвокат и журналист из Клужа Рудольф Кастнер (1906—1957), а также инженер Отто Комоли (1892—1945). В январе 1943 года группа, которой руководил Комоли, стала называться Комитетом помощи и спасения. Комитет занимался сбором средств, снабжением еврейских беженцев поддельными документами, поддержкой контактов с разведывательными органами, организацией встреч на конспиративных квартирах. В ходе судебного процесса над Адольфом Эйхманом Бранд свидетельствовал, что в период 1941—1944 гг. члены этой организации помогли 22 000—25 000 евреям перебраться из Германии в Венгрию.
Одним из доверенных лиц Комитета, нелегально доставлявших письма и деньги в Краковское гетто, был Оскар Шиндлер (1908—1974).
В ноябре 1943 года во время визита Шиндлера в Будапешт члены Комитета узнали, что он подкупил нацистских офицеров с целью трудоустройства еврейских беженцев на своей фабрике в Польше, которую основал для спасения их жизней.

## Март — май 1944 года

### Оккупация Венгрии
Не встретив сопротивления, в воскресенье 19 марта 1944 года нацистские войска вторглись в Венгрию. После того, как в 1941 году Венгрия аннексировала часть Румынии, Югославии и Чехословакии, в стране проживали 725 000 евреев, а также более 60 000 евреев, принявших христианскую веру и других, которых, по свидетельству израильского историка, одного из ведущих специалистов по Холокосту Иегуды Бауэра, нацисты считали евреями. Большинство из них придерживались либеральных взглядов и были полностью ассимилированы; около 30 процентов стали приверженцами ортодоксального иудаизма, и лишь незначительное меньшинство — сионистами.

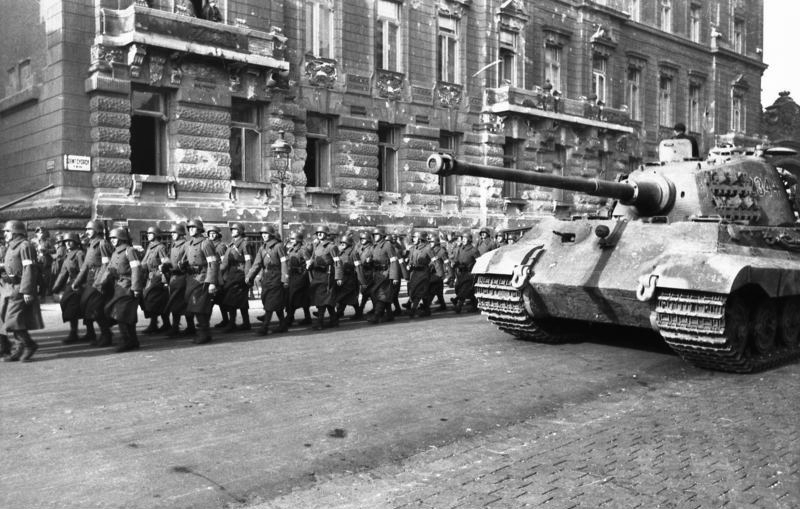
Немецкий танк в Будапеште, октябрь 1944 года

Распространявшиеся на еврейское население ограничения действовали ещё до вторжения, и среди них — запрет вступать в брак с представителями христианской веры. Американский историк Рэндольф Брэм писал, что после вторжения немецких войск венгерское правительство немедленно инициировало процесс изоляции евреев от остального сообщества. С 5 апреля 1944 года евреи в возрасте старше шести лет должны были носить «жёлтый знак» Звезды Давида размером 10 х 10 см. Им запретили пользоваться телефоном; владельцы автомобилей или радио обязаны были декларировать ценность своего имущества. Еврейские гражданские служащие, журналисты и юристы были уволены; неевреям не разрешалось работать в еврейских домохозяйствах. Книги еврейских авторов изымались из библиотек, дальнейшая публикация их произведений была под запретом.
Бранд скрывался в доме Йозефа Виннигера, курьера немецкой военной разведки, который предоставлял ему информацию о еврейских беженцах; Кастнер и Комоли также были вынуждены предпринимать меры осторожности. Для того, чтобы установить контакт с нацистами, Комитет предложил посреднику 20 000$ в обмен на организацию встречи с одним из помощников Эйхмана, гауптштурмфюрером СС Дитером Вислицени (1911—1948).

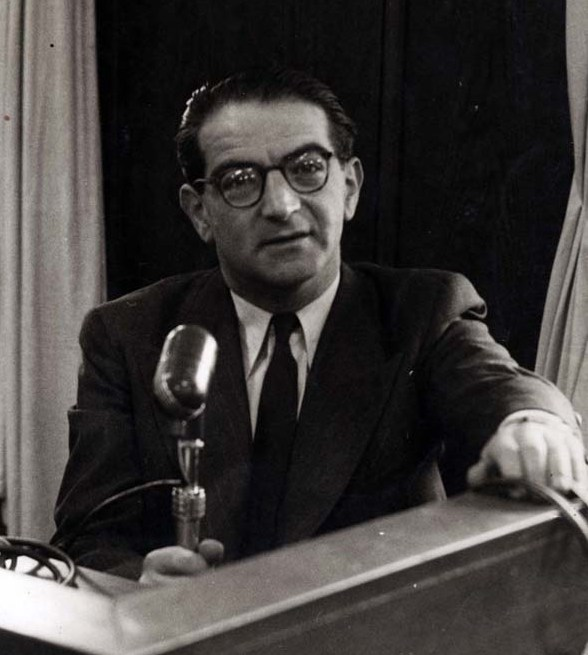
Рудольф Кастнер в студии Коль Исраэль, начало 1950-х гг.

Почётный профессор истории Элонского университета (США), специалист в области международного уголовного права и Холокоста, Дэвид Кроу пишет, что к 1944 году нацистская партия обрела экономическую и правовую силу благодаря разграблению еврейских предприятий, присваиванию еврейской собственности и использованию рабского труда узников концлагерей. Члены Комитета предприняли несколько попыток использовать коррумпированность СС. Так, в 1942 году, чтобы приостановить депортацию евреев из Словакии, Гизи Флейшман (1894—1944) и раввин Хаим Вейссмендл (1903—1957) предложили Дитеру Вислицени 20 000$ (вопрос о том, была ли взятка причиной приостановки депортации, является спорным).
В ноябре того же года Флейшман и рабочая группа отряда Хаима Вейссмендла предложили более амбициозный вариант, известный как План Европа или Гросс-план. Он заключался в том, чтобы подкупить высокопоставленных офицеров СС с помощью денег, присланных евреями, живущими за рубежом, прежде всего в США, и, таким образом, остановить депортацию в Польшу. В связи с этим рассматривались различные предложения суммы взятки, в том числе 2—3 млн долл. Однако, план потерпел неудачу, поскольку в августе 1943 года о нём стало известно Гиммлеру.
Активисты Комитета помощи и спасения решили обратиться к Вислицени, чтобы он помог найти эсэсовцев, которые, как впоследствии писал Кастнер, «согласились бы на переговоры об ограничении антиеврейских мер на экономической основе».
5 апреля Бранд и Кастнер встретились с Вислицени. Они выразили свою готовность продолжить переговоры при участии Флейшмана и заплатить 2 млн долл., включая аванс 200 000$. Были названы условия: запретить создание гетто, отменить все депортации, массовые казни и погромы в Венгрии и разрешить выехать всем евреям, имеющим иммиграционные сертификаты (выданные официальным британским правительством), в Палестину. Вислицени получил 200 000$, однако заявил, что 2 млн долл. может быть не достаточно. Он обещал, что во время переговоров не будет никаких депортаций и еврейской общине не будет причинён вред, а также отменил для некоторых членов Комитета необходимость подчиняться антиеврейскому закону, запрещающему пользоваться автомобилем и телефоном.

### Первая встреча с Эйхманом

Адольф Эйхман. После войны был взят в плен в Аргентине сотрудниками Моссада. Осуждён и казнён в Иерусалиме 31 мая 1962 года.

25 апреля, после встречи с Вислицени, Бранд получил сообщение о том, что оберштурмбанфюрер СС Адольф Эйхман (1906—1962) желает с ним встретиться.
Эйхман прибыл в Будапешт в качестве главы зондеркоманды, осуществлявшей надзор за депортацией евреев.
Встреча была назначена в условленном месте, в кафе Opera, откуда в сопровождении эсэсовцев Бранд должен был прибыть в отель Majestic, где располагалась штаб-квартира Эйхмана.
На заседании также присутствовал Курт Бехер (1909—1995), эмиссар рейхсфюрера СС Генриха Гиммлера (1900—1945). Позволяя себе тон, который напоминал Бранду «грохот пулемета», Эйхман предложил продать один миллион евреев, но не за деньги, а за товары и продовольствие из других стран:
Я уже навёл справки о вас и ваших людях и убедился в вашей готовности осуществить сделку. Поэтому я готов продать вам один миллион евреев … Товары — за кровь, кровь — за товары. Вы сможете вывезти этих евреев с любой выбранной вами территории — из Венгрии, Польши, Остмарка, Терезиенштадта, Освенцима, откуда угодно.
Эйхман заявил, что «обсудит это предложение с Берлином», а тем временем Бранд должен будет «решить, какие виды товаров он в состоянии предложить». Когда Эйхману был задан вопрос о гарантиях, он сослался на то, что должен начать переговоры с союзниками, однако, готов организовать Бранду поездку за рубеж. Бранд предпочёл Стамбул, где у одного из членов Комитета был налажен контакт с Еврейским агентством. Впоследствии он рассказывал, что выходя из отеля, чувствовал себя «полным идиотом».

### Дальнейшие встречи

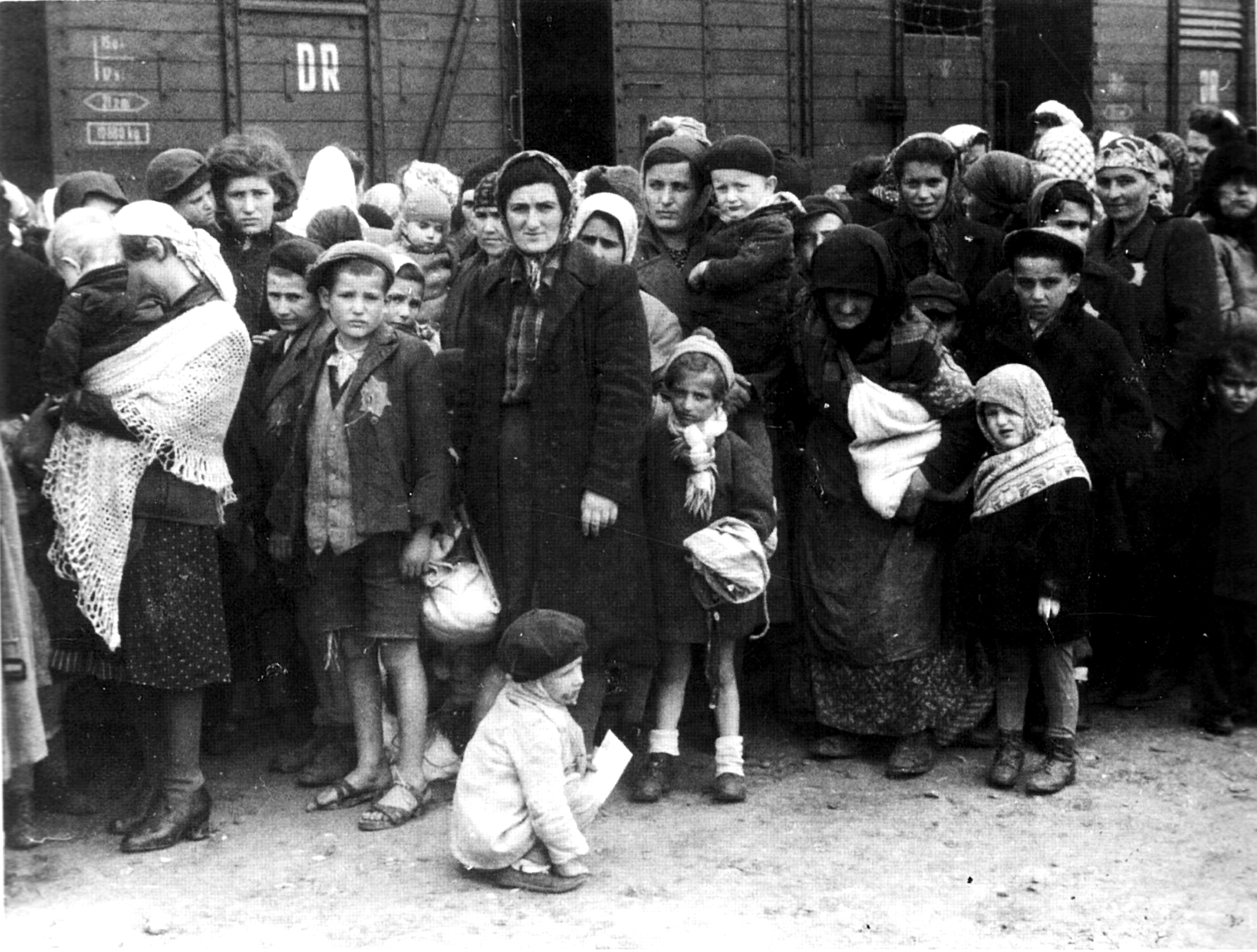
Венгерские евреи прибывают в Освенцим.

Несколько дней спустя Эйхман снова встретился с Брандом. В этот раз на встрече присутствовал Герхард Клагес (1902—1944), известный также как Отто Клагес, начальник службы безопасности Гиммлера в Будапеште. Участие Клагеса означало, что предложение Бранда обсуждалось тремя старшими офицерами Гиммлера — Эйхманом, Бехером и Клагесом. Клагес вручил Бранду 50 000$ и 270 000 швейцарских франков, которые были переправлены с помощью членов Комитета (при посредничестве шведского посольства в Будапеште) в Швейцарию.
Эйхман сообщил Бранду, что ему потребуется 10 000 новых грузовиков для дивизии «ваффен-СС» на Восточном фронте. За каждую сотню евреев он требовал 200 тонн чая, 200 тонн какао, 800 тонн кофе и 2 000 000 кусков мыла. Эйхман заявил также, что если Бранд вернётся из Стамбула с положительным ответом союзников, он отпустит 10 процентов от одного миллиона человек, так что за каждые 1000 грузовиков будут освобождены 100 000 евреев.
Неизвестно, назначил ли Эйхман точную дату возвращения Бранда в Будапешт. Бауэр отмечает, что в различных интервью Бранд подчёркивал, что ему отводили «столько времени, сколько потребуется» или от одной до трёх недель. Ханси Бранд свидетельствовала на процессе Эйхмана, что во время отсутствия Бранда она и её дети должны были оставаться в Будапеште в качестве заложников. Бранд и Эйхман встречались ещё несколько раз. Последняя встреча состоялась 15 мая 1944 года, когда началась депортация. В период до 8 июля 1944 года 437 402 человека, почти все евреи, которые проживали вне городов Венгрии, были депортированы в Освенцим. 147 поездов увозили по 12 000 человек в день. Большинство из них погибли в газовых камерах.

## Май — октябрь 1944 года

### Миссия в Стамбуле
Венгерский юденрат передал с Брандом рекомендательное письмо для Еврейского агентства. Бранда сопровождал Банди Гросс (настоящее имя — Андор Гросс), венгр, который работал на венгерскую и немецкую военные разведки. Гросс направлялся в Стамбул в качестве директора венгерской транспортной компании. 17 мая, во время путешествия из Будапешта в Вену, Бранда и Гросса сопровождала охрана СС, а на ночь они остановились в гостинице, зарезервированной для немецких офицеров.
Впоследствии Гросс признался, что миссия Бранда была прикрытием его собственной легенды. По словам Гросса, о встрече между высокопоставленными немецкими и американскими должностными лицами или англичанами, которая должна была состояться в нейтральной стране с целью мирного посредничества между немецкой Службой безопасности и западным альянсом, ему сообщил Клагес.

### Встреча с представителями Еврейского агентства
В Вене Бранд получил немецкий паспорт на имя Юджина Бэнда. 19 мая он телеграфировал в Еврейское агентство в Стамбуле о своём прибытии в составе немецкой дипломатической миссии. По свидетельству Пола Роуза, Бранду не было известно о том, что депортация в Освенцим уже началась.
В ответной телеграмме Еврейского агентства сообщалось, что «Хаим» встретится с Брандом в Стамбуле. Будучи убежденным в важности своей миссии, Бранд решил, что «Хаим» — это не кто иной, как Хаим Вейцман (1874—1952), президент Всемирной сионистской организации, впоследствии первый президент Израиля. На самом деле, человек, с которым ему предстояло встретиться, был Хаим Барлас, руководитель стамбульской группы сионистских эмиссаров. Однако, не говоря уже об отсутствии Барласа, не была приготовлена даже виза, а Бранд оказался под угрозой ареста и депортации. Он расценил это как первое предательство со стороны Еврейского агентства. Бауэр утверждает, что Бранд и тогда, и позже не понимал позицию Еврейского агентства. Однако, его паспорт был на имя Юджина Бэнда, и этого было достаточно, чтобы вызвать недоумение.
Банди Гросс разъяснил ситуацию с визой, и мужчины были доставлены в отель, где встретились с делегатами Еврейского агентства. Бранд был в ярости от того, что Еврейское агентство не допустило для участия в переговорах о сделке никого, чей достаточно высокий ранг соответствовал бы важности миссии. Для встречи с Брандом Еврейское агентство направило в Стамбул Моше Шарета (1894—1965), руководителя своего политического отдела, а впоследствии второго премьер-министра Израиля. Бранд передал представителям Еврейского агентства план Освенцима (вероятно, из Протоколов Освенцима) и потребовал уничтожить газовые камеры, крематории и железнодорожные пути. Дискуссии привели его в уныние и депрессию. Он писал, что делегаты не понимали, насколько опасно промедление, и сосредоточились в основном на внутренней политике и еврейской эмиграции в Палестину, а не на заклании в Европе: "[Они] были, несомненно, достойными людьми; … но им не хватало осведомлённости в том, насколько критическим был период истории, в котором они жили. Они не смотрели смерти в лицо изо дня в день, как это делали мы в Будапеште … ".

### Предварительное соглашение
Детали соглашения и встречные предложения обсуждались Стамбулом, Лондоном и Вашингтоном. В надежде замедлить депортацию Еврейское агентство и Бранд хотели, чтобы союзники не оставили немцам ни единого шанса.

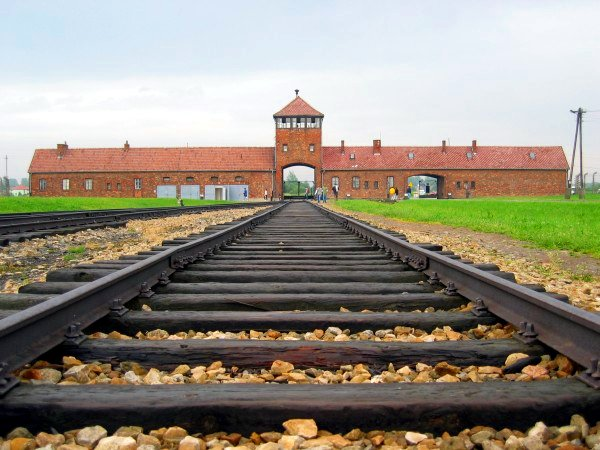
Концентрационный лагерь Освенцим

Бранд получил документ Агентства, датированный 29 мая 1944 года, в котором сообщалось, что за каждые 1000 еврейских эмигрантов в Палестину предлагается 400 000$, за 10000 еврейских эмигрантов в нейтральные страны, такие как Испания, — 1 млн швейцарских франков, и 10 000 швейцарских франков в месяц, если депортация прекратится. С позволения СС союзники готовы доставить в концентрационные лагеря продукты питания, одежду и лекарства для евреев, те же поставки будут сделаны для нацистов. Роуз пишет, что соглашение было составлено только для того, чтобы Бранд привёз в Будапешт хоть какой-нибудь результат.
29 и 31 мая он телеграфировал о соглашении своей жене (и, тем самым, Эйхману), однако, никакого ответа не последовало. В период с 27 мая по 1 июня Рудольф Кастнер и Хэнси Бранд были арестованы венгерскими национал-социалистами. Они получили телеграммы, когда были освобождены, однако, Эйхман отказался прекратить депортацию.

### Арест британскими спецслужбами

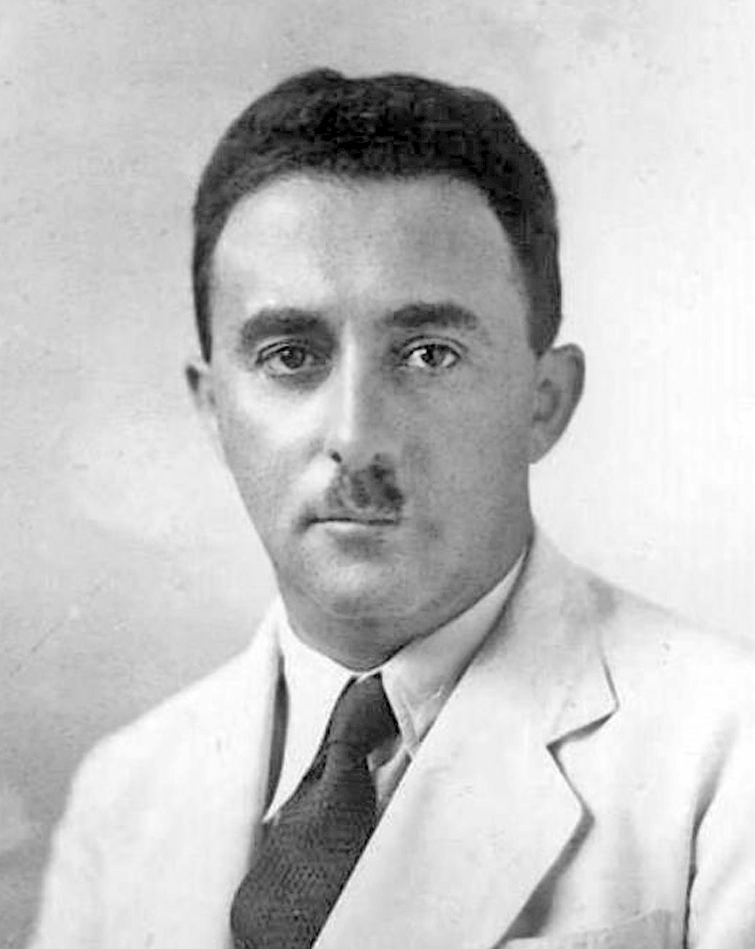
Моше Шарет, в 1931—1948 гг. глава политического отдела Еврейского агентства, впоследствии второй премьер-министр Израиля.

В Стамбуле Бранду сообщили, что Моше Шарету не удалось получить визу в Турцию. Представители Еврейского агентства просили Бранда встретиться с ним в Алеппо, на сирийско-турецкой границе. Бранд был против; регион находился под британским контролем, и он полагал, что британцы будут допрашивать его. Однако, по мнению Агентства, опасности никакой не было, и в сопровождении двух делегатов он всё же отправился на эту встречу.
В поезде к Бранду подошли двое представителей ревизионистско-сионистской партии Hatzohar, возглавляемой Зеэвом Жаботинским, и партии религиозных ортодоксов World Agudath Israel. Они предупредили, что британские спецслужбы собираются арестовать его в Алеппо: «Англичане не являются нашими союзниками в этом вопросе». 7 июня, сразу же по прибытии в Алеппо, люди в штатском затолкали Бранда в джип, который поджидал прибытия поезда.
Британцы отвезли Бранда на виллу, где в течение четырёх дней пытались воспрепятствовать его встрече с Моше Шаретом. Бауэр пишет, что 11 июня благодаря настойчивости Шарета, встреча Бранда с разведгруппой Еврейского агентства всё же состоялась. Обсуждение длилось несколько часов. 27 июня Шарет написал в своём дневнике: «Выражение моего лица, должно быть, было немного скептическим, когда он сказал: „Пожалуйста, поверьте мне: они убили шесть миллионов евреев, и только два миллиона остались в живых“.». В конце встречи Шарет предупредил Бранда о том, что англичане добиваются его невозвращения в Будапешт. Бранд отреагировал нервным срывом.

### Отвергнутое предложение
Бранд был доставлен в Каир, где в течение нескольких недель его допрашивали британцы. 22 июня он дал интервью Ире Хиршман (1901—1989) из Американского Военного Совета по делам беженцев. Несмотря на то, что усилия Бранда не привели к требуемому результату, Хиршман оценила его деятельность положительно. В знак протеста против своего содержания под стражей Бранд объявил 17-дневную голодовку.

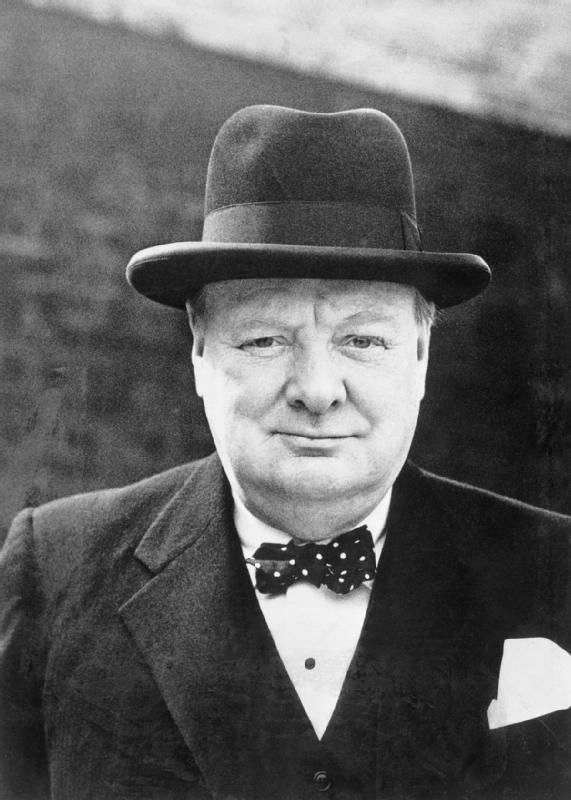
Премьер-министр Уинстон Черчилль, 11 июля 1944 года отвергнувший предложение сделки.

Англичане, американцы и Советский Союз обсудили предложение. 26 июня министр иностранных дел Великобритании (позже премьер-министр) Энтони Иден (1897—1977), написал записку с изложением возможных вариантов. Британцы были убеждены, что имеют дело с обманом, свойственным Гиммлеру, возможно, с попыткой выступить посредником в процессе мирных переговоров без участия Советского Союза. Если бы сделка имела успех, и сотни тысяч евреев Центральной Европы были бы освобождены, возможно, это остановило бы не только воздушные, но и наземные военные операции союзников. Бауэр считает, что Великобритания опасалась того, что Гиммлер мог превратить евреев в живые щиты, столь необходимые для укрепления мощи в борьбе с Красной Армией.
Американцы были более открыты для переговоров. Противоречие между ними и англичанами, как утверждает Бауэр, заключалось в обеспокоенности масштабами еврейской иммиграции в Палестину, находившуюся в то время под британским контролем. Кроме того, озабоченность вызывал эффект возможной еврейской иммиграции в Великобританию или США.
1 июля Энтони Иден внёс встречное предложение, однако оно сводилось, как пишет Бауэр, «к смехотворному минимуму». Иден сообщил американскому правительству, что англичане разрешат Бранду вернуться в Будапешт, если он предложит Эйхману отправить, соблюдая меры безопасности, 1500 еврейских детей в Швейцарию и 5000 детей из Болгарии и Румынии — в Палестину, при необходимом условии гарантий безопасности, которые Германия обеспечит для судов, перевозящих еврейских беженцев. Однако о том, что он готов предложить взамен, не упоминалось. 11 июля премьер-министр Уинстон Черчилль окончательно отверг это предложение и ответил Идену, что убийство евреев было «пожалуй, величайшим и самым ужасным из когда либо совершенных преступлений», поэтому «переговоры любого рода по этому вопросу не уместны». О миссии Бранда он писал: «Проект выдвинут очень сомнительным источником и носит неопределённый характер. Я не намерен воспринимать его всерьёз».

### Реакция СМИ
При содействии англичан детали предложения Эйхмана проникли в средства массовой информации. 19 июля 1944 года, за день до покушения на Адольфа Гитлера, New York Herald Tribune сообщила, что в Турции два эмиссара венгерского правительства предложили спасти венгерских евреев в обмен на британские и американские фармацевтические препараты и транспорт для немецкой армии. Лондонская Таймс назвала эту несостоявшуюся сделку «одним из самых отвратительных» эпизодов в истории войны, попыткой «шантажа, дезинформации и раскола» союзнического альянса, а также «фантазией нового уровня и самообманом».
Накануне утечки информации массовая депортация венгерских евреев прекратилась. В середине июня, после того, как были опубликованы части Протокола Освенцима (Auschwitz Report) с описанием использования газовых камер, Еврейское агентство в Женеве телеграфировало в Лондон с просьбой о привлечении к уголовной ответственности всех венгерских министров. Текст телеграммы был перехвачен и передан регенту Венгрии Миклошу Хорти, который своим приказом от 7 июля отменил все депортации.
5 октября 1944 года англичане освободили Бранда. Он заявил, что вследствие запрета, наложенного англичанами на его возвращение в Венгрию, вынужден будет уехать в Палестину. Оспаривая эту позицию, Бауэр пишет, что Бранд просто боялся возвращаться в Будапешт, поскольку был убеждён, что нацисты убьют его.

### Роль Гиммлера

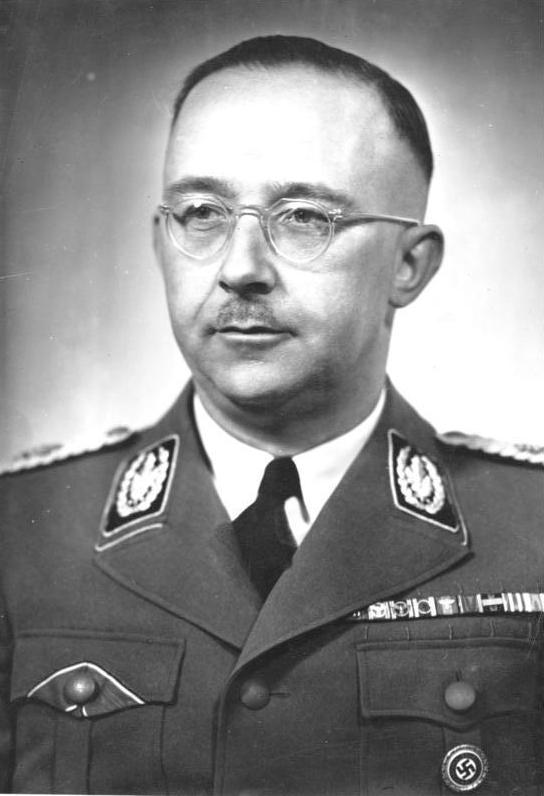
Генрих Гиммлер. Бауэр утверждает, что Эйхман неохотно согласился стать его посланником на переговорах с Брандом.

Министру иностранных дел Германии Иоахиму фон Риббентропу (1893—1946), по-видимому, не было известно о предложении. 20 июля 1944 года он послал запрос бригадефюреру СС Эдмунду Веезенмайеру (1904—1977) и получил ответ, что Бранд и Гросс отправлены в Турцию по приказу главы СС Генриха Гиммлера. После войны, на допросе, Эйхман подтвердил, что распоряжение поступило от Гиммлера. То же самое констатировал и офицер СС Курт Бехер: «Гиммлер приказал мне взять у евреев всё, что возможно, и обещать им всё, что угодно, определив наши гарантии как „совсем другой вопрос“».
Бауэр пишет, что эти «чрезвычайно неэффективные переговоры вызывали недоумение всех наблюдателей». Он утверждает, что Эйхман хотел не продавать, а убивать евреев, однако вместо этого он вынужден был играть роль посланника Гиммлера. В мае 1944 года, в тот день, когда Бранд уехал из Германии в Стамбул, Эйхман отправился в Освенцим, куда должны были прибыть эшелоны с евреями из Венгрии. Когда начальник лагеря, оберштурмбанфюрер Рудольф Хесс (1901—1947) пожаловался ему на трудности, связанные с «обработкой таких больших количеств заключённых», Эйхман приказал немедленно отправить всех вновь прибывших в газовые камеры, минуя этап «селекции». Таким образом, он не собирался прекращать убийства до тех пор, пока Бранд не вернётся из Стамбула.
С точки зрения Бауэра, присутствие на одном из заседаний эсэсовца Герхарда Клагеса означало, что Гиммлер был сконцентрирован на секретных мирных переговорах. Бранд и Гросс прибыли в Стамбул всего за два месяца до покушения на Адольфа Гитлера (попытка была предпринята 20 июля 1944 года). Гиммлер знал о готовящемся покушении, однако он понятия не имел, где и когда это произойдёт. Бауэр не исключает, что в случае смерти Гитлера, Гиммлер, используя агентов невысокого ранга, возможно, хотел бы стать посредником в мирном процессе, а если бы Гитлер выжил, мог бы предложить ему мирный договор с Западом при условии изоляции Советского Союза.
Бранд был уверен, что этот план служит цели вбить клин между союзниками. За два месяца до своей смерти в 1964 году, в ходе состоявшегося в Германии судебного процесса над сообщниками Эйхмана Германом Крумеем (1905—1981) и Отто Ханце (1911—1994) он признался, что «совершил ужасную ошибку, доверившись англичанам», и что ему «теперь понятна позиция Гиммлера, который стремился вызвать недоверие союзников к столь желанной им нацистско-западной коалиции против Москвы».

### Поезд Кастнера
Отказ Бранда вернуться в Будапешт стал настоящей катастрофой для Комитета помощи и спасения. 27 мая венгерские силовики арестовали и избили Хэнси Бранд (в то время невесту Кастнера).
Кастнер писал, что 9 июня Эйхман заявил: «Если я не получу положительный ответ в течение трёх дней, я запущу жёрнова в Освенциме» («die Muehle laufen lasse»). В одном из интервью французскому журналисту Клоду Ланцману Хэнси Бранд рассказывала:
Мы … жили между страхом, отчаянием и надеждой. Этому сопутствовало такое множество событий, что я не в силах описать, как и что это было. Каждый вечер мы теряли присутствие духа, а ночью пытались восстановить свои силы, чтобы снова выйти на улицу … и снова выглядеть людьми … Это напоминало вращающуюся ветряную мельницу.
Бауэр утверждает, что Комитет поддержки и освобождения допустил ошибку, доверившись антисемитской концепции неограниченного еврейского могущества, которая подразумевала, что еврейские лидеры могли свободно передвигаться и призывать союзников к действиям, а также что у американских евреев был беспрепятственный доступ к деньгам и товарам. Члены Комитета пользовались уважением и доверием в союзническом альянсе, однако, последний готовился к вторжению в Нормандию, которое началось 6 июня 1944 года. «В этот критический момент», — пишет Бауэр, — «о том, чтобы противодействовать Советам, следуя безрассудному плану, предложенному гестапо для выкупа евреев, не могло быть и речи».
Несмотря на неудачи, Кастнер, Хэнси Бранд и другие члены Комитета добились освобождения 1684 евреев, в том числе 273 детей, которым 30 июня 1944 было разрешено выехать на поезде Кастнера из Будапешта в Швейцарию. За каждого спасённого Комитет заплатил высокопоставленному офицеру СС Курту Бехеру по 1000$ в иностранной валюте, акциях, драгоценностями и золотом, пожертвованными состоятельными пассажирами. По стечению обстоятельств маршрут пролегал через концентрационный лагерь Берген-Бельзен, минуя который, пассажиры двумя партиями (в августе и декабре того же года) прибывали в Швейцарию.
Этим поездом в Швейцарию прибыли мать, сестра и племянница Йоэля Бранда, а также 10 членов семьи Кастнера и 388 человек из клуж-напокского гетто, которое находилось в его родном городе. Родственные и дружеские связи Кастнера с этими пассажирами вызвали негативную реакцию и критику его переговоров с Бехером, сконцентрированных (по мнению многих) на спасении исключительно тех, кого Кастнер знал лично. По одной из версий, это стало причиной его убийства в 1957 году.

## Послевоенный период

### Переезд в Израиль

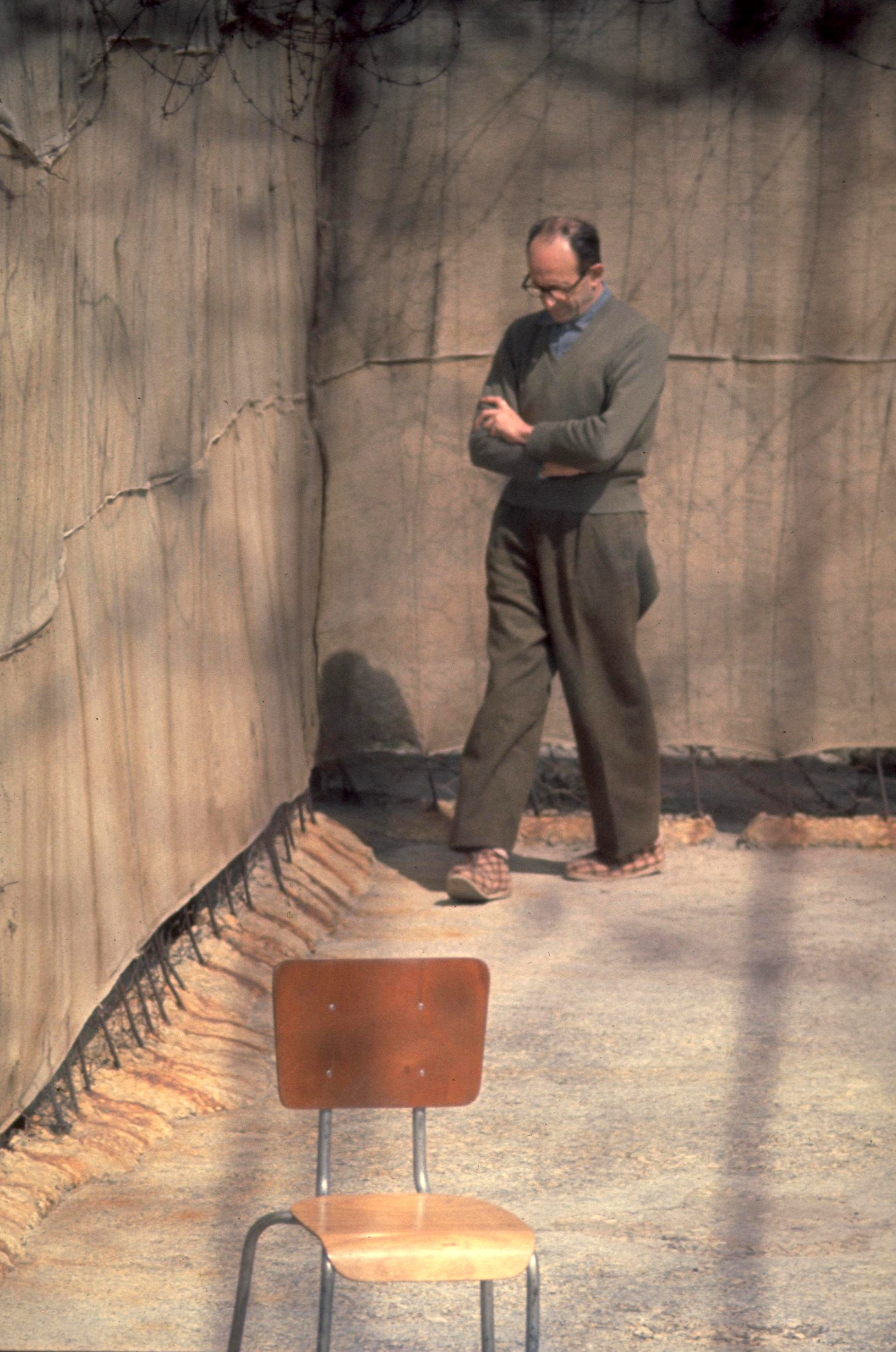
Эйхман в израильской тюрьме в Рамле. Он был казнён 31 мая 1962 года.

Бауэр утверждает, что Бранд был мужественным человеком, который страстно хотел помочь еврейскому народу, однако, так же, как другие члены Комитета помощи и спасения, он впоследствии подвергался преследованиям, связанным с его отказом вернуться в Будапешт. После того, как англичане освободили его, он присоединился к сионистской организации Лехи, которая боролась за освобождение Палестины от власти Британского мандата. Бранд и его жена Хэнси до конца своих лет жили в Израиле, сначала в кибуце Гиват-Бреннер, а затем в Тель-Авиве. Они воспитали двух сыновей.
Рональд Флоренc пишет, что Бранд жил, казалось, только для того, чтобы восторжествовала истина. Он дал свидетельские показания по сделке «кровь за товары» на нескольких процессах, в том числе, на процессе по делу Эйхмана, который состоялся в Иерусалиме в 1961 году, а также в 1964 году во Франкфурте, где судили помощника Эйхмана Германа Крумея.

### Убийство Кастнера
В 1954 году Бранд выступал в качестве свидетеля в Иерусалиме, когда в ходе затяжного судебного процесса по делу о клевете Малхиэлю Грюнвальду (1882—1968) был предъявлен иск израильского правительства от имени Рудольфа Кастнера. Грюнвальд был венгерским евреем, пережившим Холокост и после войны переехавшим в Израиль. В самиздатовской брошюре, изданной в 1952 году, он обвинил Кастнера, тогда израильского государственного служащего, в сотрудничестве с нацистами, в том числе с Эйхманом.
Бранда пригласили дать свидетельские показания в защиту Кастнера, однако вместо того, чтобы защищать его, он, воспользовавшись возможностью, обвинил Еврейское агентство, чьи чиновники вошли в первое израильское правительство, в том, что его члены помогли англичанам сорвать операцию «кровь за товары».
В результате судебного процесса, который длился 18 месяцев, судья пришёл к выводу, что в ходе переговоров с Эйхманом, отказавшись спасти большинство людей ради спасения меньшинства, а также свидетельствуя после войны в защиту Курта Бехера, Кастнер «продал свою душу дьяволу». Именно благодаря тому, что Кастнер встал на защиту Бехера, американцы решили не предъявлять ему обвинение в Нюрнберге. Кроме того, Кастнер свидетельствовал под присягой в защиту Ханса Юттнера (1894—1965), Дитера Вислицени и Германа Крумея.
Согласно судебному вердикту, Кастнер, который не предупредил сообщество об отправке людей в газовые камеры и, таким образом, не подготовил почву для их освобождения, фактически оказал Эйхману эффективную поддержку, а «поезд Кастнера» стал щедрой наградой за преступное сотрудничество. Том Сегев называл это судебное решение «одним из наиболее жестоких в истории Израиля, пожалуй, самым жестоким». В январе 1958 года Верховный суд Израиля отменил большую часть приговора, постановив, что «нижестоящий суд допустил серьёзную ошибку», однако, в 1957 году Кастнер был убит.

## Последние годы жизни
Бранд не мог простить себе, что ему не удалось спасти миллионы жизней. В 1961 году журнал Life назвал его «человеком, который живёт в тени с разбитым сердцем». Он умер от сердечного приступа в возрасте 58 лет во время визита в Германию в июле 1964 года. В интервью, которое состоялось незадолго до смерти, Бранд признался: «Волей судьбы я чувствую себя виновным в гибели миллиона людей. Днём и ночью я думаю только о них».
На его похоронах в Тель-Авиве присутствовали более 800 скорбящих людей, в том числе, полковник Арье Баз (представитель президента Израиля Залмана Шазара), и генеральный секретарь канцелярии премьер-министра Тедди Коллек (1911—2007) от имени Леви Эшколя (1895—1969). Надгробную речь произнёс генеральный прокурор Гидон Хаузнер (1915—1990), который был главным обвинителем на процессе Адольфа Эйхмана.